# Học viện Kinh tế Białystok
Học viện Kinh tế Białystok (tiếng Ba Lan: Wyższa Szkoła Ekonomiczna w Białymstoku, WSE) đã được mở vào ngày 5 tháng 1 năm 1996. Đây là một tổ chức giáo dục đại học phi chính phủ ở thành phố Białystok (wyższa uczelnia), một trong một số tổ chức như vậy bao gồm Đại học Białystok lớn nhất tại địa phương. Học viện được xếp hạng năm 2008 là tốt nhất ở Podlaskie Voivodeship bởi Newsweek phiên bản tiếng Ba Lan. Nơi đây cung cấp bằng cử nhân và thạc sĩ trong ba lĩnh vực kiến thức chung, cũng như các nghiên cứu sau đại học một năm.

## Cơ cấu tổ chức
- Chương trình cử nhân và thạc sĩ

1. Kinh tế (Ekonomii)
2. Vệ sinh và an toàn (Bezpieczeństwa i Higieny Pracy)
3. Quan hệ quốc tế (Stosunków Międzynarodowych)

- Chương trình cao học

1. Tài chính và kế toán (Finansów i Rachunkowości)
2. Phương pháp thống kê (Metod Ilościowych i Informatyki)
3. Chính trị kinh tế (Polityki Ekonomznej, Społecznej i Regionalnej)
4. Quản lý và tiếp thị (Zarządzania, Marketingu i Prawa)
5. Phát triển kinh tế (Zrównoważonego Rozwoju i Gospodarki Opartej na Wiedzy)
6. Các khoa Ngoại ngữ & giáo dục thể chất (Studium Jęhotów Obcych i Studium Wychowania Fizycznego)